# TiVulandia successi n. 3
TiVulandia successi n. 3 è un album raccolta di sigle di programmi per bambini in onda sulle reti Rai e sui circuiti locali, pubblicato su vinile nel 1982 e su CD nel 1994 e nel 2000. È l'unico supporto che contiene Guarda guarda che famiglia, sigla del cartone animato La famiglia Mezil.

## Tracce
Lato A
1. Belle et Sebastien (testo: Stefano Jurgens[2], Kazuko Wakaya[3] – musica: Titine Schijvens) 2:47
2. Sam, il ragazzo del west (testo: Nico Fidenco – musica: Nico Fidenco) 3:12
3. Il gatto Doraemon (testo: Cesare De Natale – musica: Guido De Angelis, Maurizio De Angelis) 3:05
4. Lalabel (testo: Lorenzo Meinardi, Douglas Meakin – musica: Lorenzo Meinardi, Douglas Meakin) 3:25
5. Superauto mach 5 go! go! go! (testo: Riccardo Zara – musica: Riccardo Zara) 3:39
6. Sampei (testo: Lucio Macchiarella – musica: Douglas Meakin, Mike Fraser) 3:53
7. Angie (testo: Maria Letizia Amoroso – musica: Corrado Castellari) 2:58
8. Lupin (testo: Franco Migliacci – musica: Franco Micalizzi) 2:47

Lato B
1. Il libro Cuore (testo: Riccardo Zara – musica: Riccardo Zara) 3:51
2. Super Dog Black (testo: Lucio Macchiarella – musica: Douglas Meakin, Mike Fraser) 3:31
3. Mimi e le ragazze della pallavolo (testo: Lucio Macchiarella – musica: Lucio Macchiarella) 4:19
4. Babil Junior (testo: Lucio Macchiarella – musica: Douglas Meakin, Mike Fraser) 3:27
5. L'uomo tigre (testo: Riccardo Zara – musica: Riccardo Zara) 3:30
6. Guarda guarda che famiglia (testo: Maurizio D'Adda – musica: Franco Godi) 3:35
7. Cyborg i nove supermagnifici (testo: Nico Fidenco – musica: Nico Fidenco) 3:10

## Interpreti
- Rocking Horse (Lato A n. 4-6 / Lato B n. 2)
- Nico Fidenco (Lato A n. 2 / Lato B n. 7)
- I Cavalieri del Re (Lato B n. 1)
- Guiomar (Lato A n. 5)
- Oliver Onions (Lato A n. 3)
- Chelli e Chelli (Lato A n. 7)
- Castellina Pasi (Lato A n. 8)
- Georgia Lepore (Lato B n. 3)
- Superobots (Lato B n. 4)
- Fabiana Cantini (Lato A n. 1)
- Riccardo Zara (Lato B n. 5)
- Fantomatic Band (Lato B n. 6)
- Cori: Paola Orlandi, I Piccoli Cantori di Milano diretti da Laura Marcora, I Piccoli Cantori di Nini Comolli, diretti da quest'ultima.